# Lillestrøm (kommune)
Lillestrøm kommune er en kommune i Nedre Romerike i Akershus fylke i Norge. Kommunen blev oprettet 1. januar 2020 ved en sammenlægning af de tidligere Fet, Skedsmo og Sørum kommuner. Den var en del af  Viken fylke som blev etableret 1. januar 2020, men opløst fra 1. januar 2024.

## Historie

### Lillestrøm kommune (1902–1962)
Den oprindelige Lillestrøm kommune blev dannet 1. januar 1908, udskilt fra Skedsmo kommune samtidig med Lørenskog. 1. januar 1962 blev Lillestrøm igen lagt sammen med Skedsmo.

### Kommunereformen
Forud for den nye kommunes oprettelse blev der afholdt rådgivende folkeafstemninger i de tre kommuner. Fet og Skedsmo havde afstemning 30. maj 2016. Spørgsmålet var «Skal Fet og Skedsmo sammen etablere en ny kommune?», med svaralternativene Ja, Nej eller Blank. Sørum havde afstemning samtidig med stortingsvalget 2017, 10. og 11. september 2017, med spørgsmålet om indbyggerne ønsker en sammenlægning med Skedsmo og Fet eller ikke. Alle tre afstemninger fik et flertal af nej-stemmer.
Stortinget vedtog 8. juni 2017 sammenlægningen til Lillestrøm kommune med 86 mod 83 stemmer.
I anledning kommunereformen blev det afklaret om de nærliggende småbyer Rånåsfoss i Sørum og Auli i Nes skulle tilhøre samme kommune. I henhold til kommuneloven tilfalder grænsejustering Kommunal- og moderniseringsdepartementet og ikke Stortinget. Fylkesmannen i Oslo og Akershus tog initiativ til en indbyggerundersøgelse som viste at hele 78 prosent af Auli-beboerne ønskede at forblive i Nes (Akershus), mens 15 procent foretrækker den nye Lillestrøm kommune. Blandt Rånåsfoss-beboerne så vil 46 prosent forblive i Sørum, mens 39 prosent vil gå over til Nes (Akershus). Fylkesmannen anbefalede 27. april, at Rånåsfoss skulle blive en del av Nes (Akershus) Kommunal- og moderniseringsdepartementet vedtog senere grænsejusteringen i tråd med Fylkesmannens anbefaling med virkning fra 1. januar 2020.